# Jardín Botánico Benmore
El Jardín Botánico Benmore (en inglés: Benmore Botanic Garden) es un jardín botánico de 49 hectáreas de extensión que se encuentra en la zona del Lago Lomond en Escocia.
Este jardín botánico es uno de los cuatro que conforman el RBGE (National Botanic Gardens of Scotland): Edimburgo, Dawyck, Logan y Benmore.
Es miembro del BGCI, y presenta trabajos para la Agenda Internacional para la Conservación en los Jardines Botánicos.
El código de identificación del Benmore Botanic Garden como miembro del "Botanic Gardens Conservation International" (BGCI), así como las siglas de su herbario es E.

## Localización
Este es un Arboretum que se beneficia de la corriente del Golfo, así pues el clima que aquí se da es suave y húmedo. Su punto más alto en la cima de la colina de Benmore, es de 137 m (450 pies).
- Latitud: 56 2
- Longitud: 4 56
- Promedio anual de lluvias: 2000 mm
- Altitud: 15 metros

Benmore Botanic Garden, Benmore, Argyll, Escocia PA23 8QU Reino Unido.

## Historia
El jardín botánico se encuentra ubicado en una finca que en 1863 compró Piers Patrick y justo un año después comenzó la plantación de las Secuoyas que forman la avenida de entrada del jardín botánico actual. Este proceso de plantaciones fue continuado por sus sucesores. 
Un tiempo más tarde, el recolector George Forrest, entre 1904 y 1932, realizó siete grandes expediciones de recogida de especímenes a la zona oeste de China, constituyendo un herbario más de 30 000 especímenes y recogiendo semillas de más de 10 000 especies. 
En este tiempo el Real Jardín Botánico de Edimburgo (RBGE) estaba buscando afanosamente un lugar climáticamente lo más próximo a la zona de origen de estas plantas, y apropiado donde poder cultivar con éxito todo este enorme conjunto de plantas. 
Por fin, en 1929, lo encontraron en la costa oeste de Escocia, en Benmore, que tiene un clima influenciado por la corriente del Golfo con temperaturas suaves para su latitud y húmedo a lo largo de todo el año. 

## Colecciones
Este jardín posee 5421 accesiones de plantas vivas con 2641 taxones cultivados.
Las plantas que alberga se encuentran agrupadas como:

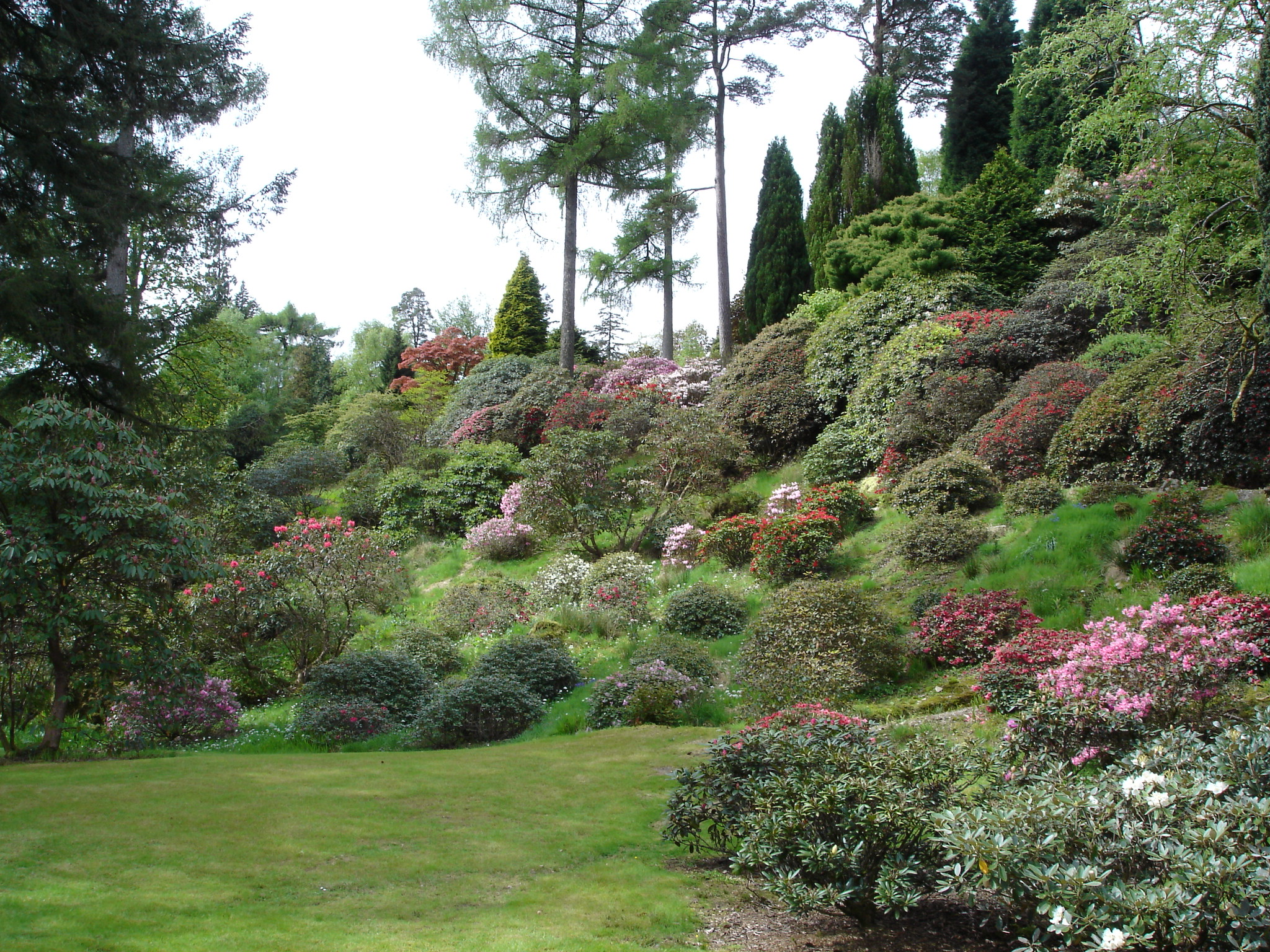
Grupo de Rhododendron en floración.

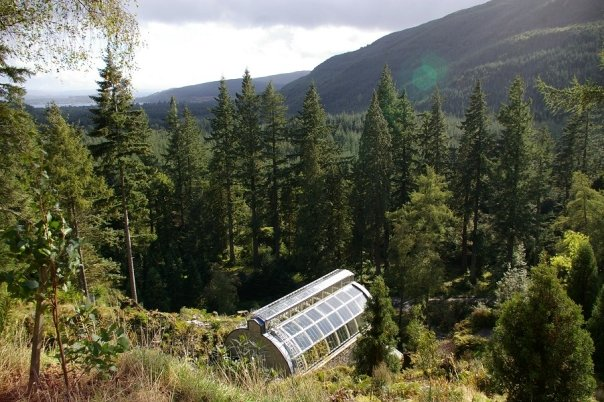
El reacondicionado invernadero de los helechos.

- Colección de Rhododendron con más de 650 especies, subespecies e híbridos distribuidos por todo el jardín botánico.
- The Formal Garden (Jardín típico escocés), este era el jardín original de la casa Benmore, rodeado de un muro de piedra, y una vez tuvo dos grandes invernaderos y grandes y alargados arriates de plantas herbáceas. Actualmente alberga una colección de coníferas ornamentales apropiadas para pequeños jardines.
- El valle de Bután; Los científicos del RBGE han realizado profundos estudios de la Flora de Bután. Después de 25 años de trabajos, en enero del 2002 publicaron el noveno y último volumen del "The Flora of Bhutan". El clima de Benmore es ideal para el cultivo de muchas plantas de origen silvestre recogidas para su investigación, y el valle del Bután que fue creado en 1987, con plantaciones de una primera fase, en las que se incluyen Rhododendron, Betula utilis, Sorbus thibetica, Abies densa, y en la parte más alta del desnivel donde se ubica, se encuentran arbustos de Juniperus. La segunda fase de plantaciones tuvo lugar en el 2001, en la que se incluía una segunda generación de árboles y arbustos, además de plantas herbáceas perennes ocupando el sotobosque.
- "Tasmanian Ridge", ("La serranía de Tasmania"); El trabajo comenzó hace unos quince años para recrear el hábitat de la serranía de Tasmania, y las plantaciones se están desarrollando bien. Aunque es raro en su hábitat nativo, el Athrotaxis laxifolia es el cedro de Tasmania plantado más extensamente en cultivos y se representa aquí, al igual que los Athrotaxis selaginoides. La haya meridional tasmana (Nothofagus cunninghamii) también se planta en esta área en la ladera meridional del Arboreto de Massan.
- El valle del bosque lluvioso chileno; El RBGE ha estrechado lazos con Chile, y en abril de 1995 se aclararon unas 6 hectáreas (15 acres) del arboreto de Massan para crear un área dedicada a las plantas de Chile. Se han plantado las coníferas tales como Araucaria araucana (rompecabezas del mono), Austrocedrus, Fitzroya y Podocarpus, así como diversos Nothofagus (haya meridional), incluyendo Nothofagus antarctica, Nothofagus dombeyi y el Nothofagus obliqua. Además, el bambú chileno (Chusquea) , junto con Desfontainea spinosa y numerosos mirtos. Todas las plantas que aquí se han plantado se han desarrollado a partir del material silvestre recogido y traído de sus hábitat de origen por los miembros del equipo del RBGE, incluyendo aquellos que trabajaban en el programa internacional de la conservación de las coníferas.
- "Puck's Hut",("La cabaña de Puck") se dedica a sir Isaac Bayley Balfour quien, como encargado del RBGE de 1890 a 1922, elevó el nivel de la reputación mundial del RBGE. Fue Bayley Balfour, el que primero propone la idea de tener un jardín dependiente del jardín botánico madre en la costa oeste. La Puck's Hut fue diseñada por el arquitecto escocés Sir Robert Lorimer, y situado originalmente en "Puck's Glen" ("la cañada de Puck"), pasando por alto un barranco enselvado en el lado este del "Eachaig valley". Ahora está enclavada en el centro del "Formal Garden". Se embaldosa con madera del cedro rojo occidental y se artesona con variedades de maderas cultivadas en la finca.